# Kamp-Lintfort
La ciudad de Kamp-Lintfort (pronunciación alemana: ˌkampˈlɪnt.fɔʁtⓘ) pertenece al distrito de Wesel en el estado federal de Renania del Norte y Westfalia (Alemania). La ciudad se ubica en la parte norte de Renania Baja y forma parte de la Región del Rin-Ruhr.
Kamp-Lintfort es una ciudad de gran industria minera. Además en ella se ubica el monasterio Kamp, fundado por la orden cisterciense.

## Geografía e Historia
Kamp-Lintfort se sitúa en la tierra baja de Renania, cerca de la frontera con Holanda. Está cerca de la ciudad de Duisburgo. El monasterio de Camp fue una bastión de los españoles durante la guerra contra los Países Bajos.
El barrios son:
- Lintfort
- Kamp
- Eyll
- Geisbruch
- Gestfeld
- Hoerstgen
- Kamperbruch
- Kamperbrück
- Rossenray
- Saalhoff

## Ciudades hermanadas
- Chester-Le-Street (Gran Bretaña) desde 1981
- Cambrai (Francia) desde 1989
- Zory (Polonia) desde 2004